# أميركا يونغ
أميركا يونغ (بالإنجليزية: America Young) هي ممثلة أمريكية، ولدت في 6 ديسمبر 1984 بسانتا فيه في الولايات المتحدة.

## وصلات خارجية
- أميركا يونغ على موقع IMDb (الإنجليزية)
- أميركا يونغ على موقع ميوزك برينز (الإنجليزية)
- أميركا يونغ على موقع قاعدة بيانات الفيلم (الإنجليزية)